# Giovanni Maria Bononcini
Giovanni María Bononcini, (batejat a Montecorone di Zocca, prop de Mòdena, el 23 de setembre de 1642 - Mòdena, 19 d'octubre de 1678), va ser un compositor i violinista italià, pare d'una dinastia musical: els compositors Giovanni Battista Bononcini i Antonio Maria Bononcini eren fills seus.
Va ser compositor de la cort de Mòdena i més tard mestre de capella en San Giovanni in Monte i Sant Petroni de Bolonya. Al mateix temps va ser membre de l'Acadèmia Filharmònica d'aquesta ciutat, lloc que va abandonar el 1671 en ser admés com a violinista en la cort de Mòdena. Des de 1674 fins a la seua mort, l'any 1678, en que va ser substituït per Giuseppe Colombi, va ser mestre de capella de la catedral de Mòdena, on entre d'altres alumnes tingué a Antonio Maria Pacchioni.
L'obra de Giovanni Maria Bononcini és, sobretot, instrumental. En els seus Trattenimenti estableix ja clarament una distinció entre els gèneres da chiesa i da camera; a més, va contribuir a fer progressar la cantata amb veu solista d'estil bolonyès, en la que els instruments són sol·licitats constantment i les parts vocals estan dominades per esquemes instrumentals.

## La seua obra
- Música instrumental: 9 llibres de peces diverses (balleti, sonates, simfonies, danses…), Trattenimenti musicali a 3-4 stromenti, Bolonya, 1675.

- Música vocal: Madrigals a 5 veus i Arie; 2 llibres de Cantate per camera a voce sola (1677-78); un dramma da camera, I primi voli dell'aquila Austriaca del soglio imperiale alla gloria, Mòdena, 1667.

1. ↑   * Edita Enciclopèdia Espasa, vol. 40, pàg. 1325. (ISBN 84-239-4540-5)